# Tasmabrochus cranstoni
Tasmabrochus cranstoni is een spinnensoort uit de familie Macrobunidae. De soort komt voor in Tasmanië.